# Gordon Kidd Teal
Gordon Kidd Teal (Dallas, 10 januari 1907 - aldaar, 7 januari 2003) was een Amerikaans scheikundig ingenieur, bekend van zijn bijdragen in de vervaardiging van halfgeleiders en de ontwikkeling van bipolaire transistoren.

## Biografie
Teal werd geboren in Dallas als de zoon van Olin Allison Teal en Azelia Kidd. Zijn vader was in 1897 vanuit Georgia naar Texas gekomen. Na de Bryan Street High School in Dallas studeerde Gordon aan de Baylor-universiteit waar hij in 1927 een bachelorgraad behaalde in wiskunde en scheikunde. Aansluitend ging hij naar de Brown-universiteit waar hij na een mastergraad in 1928 drie jaar later er ook promoveerde in de fysische scheikunde.

## Bell Labs
Teal kwam in 1930 in dienst van Bell Labs waar hij 22 jaar werkzaam zou blijven. Gedurende zijn tijd aldaar bleef hij werken met germanium en silicium. Toen de onderzoeksgroep onder leiding van William Shockley bij Bell Labs de eerste germanium-punttransistor in 1947 uitvond, realiseerde Teal zich dat er substantiële verbeteren aan de transistor zouden optreden als deze vervaardigde zou worden gebruikmakend van een eenkristal in plaats van het polykristalijne materiaal dat toen werd gebruikt. Gebruikmakend van de Czochralski-methode vond hij een methode uit om extreem zuivere eenkristallen van germanium te produceren. 
Samen met Morgan Sparks liet Teal zien hoe bipolaire transistors uit een eenkristal gemaakt konden worden door het productieproces van germanium-eenkristallen (met dotering van de smelt) te wijzigen. Shockley had het patent voor de "grown-junction-transistor" reeds in 1948 ingediend, maar pas in 1950 konden ze praktisch door Sparks worden gerealiseerd dankzij de vooruitgang in de kristalgroei die door Teal en collega's werd geboekt.

## Texas Instruments
In 1953 verhuisde hij naar Texas Instruments (TI), toen een klein bedrijf maar gevestigd in zijn geboorteplaats Dallas. Daar richtte hij het Central Research  Laboratories (CRL) op, dat vanwege Teals achtergrond naar Bell Labs was gemodelleerd. In april 1954 ontwikkelde Teals CRL-team de eerste siliciumtransistor, en in 1957 een chemisch reductieproces voor de productie van ultra zuiver silicium. 
In 1958 creëerde CRL-medewerker Jack Kilby de eerste geïntegreerde schakeling. Andere baanbrekende ontwikkelingen zijn onder meer de vele ontwikkelingen op het gebied van infraroodtechnologie en digitale signaalverwerking, aanvankelijk ontwikkeld voor de olie-exploratie-industrie, daarna voor de ruimte- en defensietoepassingen.

## Instituut voor Materiaalonderzoek
In 1965 nam Teal, met verlof van Texas Instruments, een functie op zich bij het National Bureau of Standards (huidig National Institute of Standards and Technology) om de eerste directeur te worden van het Instituut voor Materiaalonderzoek in Washington D.C. Na zijn tweejarige termijn keerde hij terug naar Texas Instruments en bleef daar tot aan zijn pensionering in 1972. Ondanks zijn pensionering bleef Teal werken als adviseur voor Texas Instruments en het Amerikaanse ministerie van Defensie. Ook was hij deelgenoot in vele wetenschappelijke organisaties.

## Erkenning
Teal ontving in 1968 de IEEE Medal of Honor en in 1984 de IEEE Centennial Medal. Van de American Chemical Society ontving hij in 1970 de ACS Award for Creative Invention. Hij was lid van de IEEE, de National Academy of Engineering, de American Chemical Society, het American Institute of Chemists (AIC), de American Physical Society (APS) en de American Association for the Advancement of Science (AAAS). In 2009 werd hij opgenomen in de National Inventors Hall of Fame.